# Garten- und Landschaftsbau
Mit Garten- und Landschaftsbau (kurz GaLaBau) (in der Schweiz Garten- und Grünflächengestaltung) wird im deutschsprachigen Raum die Anlage und Pflege von
- öffentlichen und privaten Grünflächen
  - Hausgärten, Teichanlagen, Außenanlagen von Wohnungs- und Siedlungsbau, öffentlichen Gebäuden, Industrie und Gewerbe, Grünflächen; dazu gehört auch die Baumpflege,
  - Parkflächen, Friedhöfen,
  - Dach-, Fassaden- und Innenraumbegrünung
- Begrünung von Verkehrsbau- und anderen Infrastrukturprojekten
  - Böschungen, Straßenbegleitgrün,
- Freizeitanlagen und Sportplätzen.

bezeichnet.
Teilweise führen Garten- und Landschaftsbaubetriebe auch sonstige Maßnahmen des Natur- und Umweltschutzes sowie den Winterdienst im Straßenraum durch.

## Branche und Berufsbild

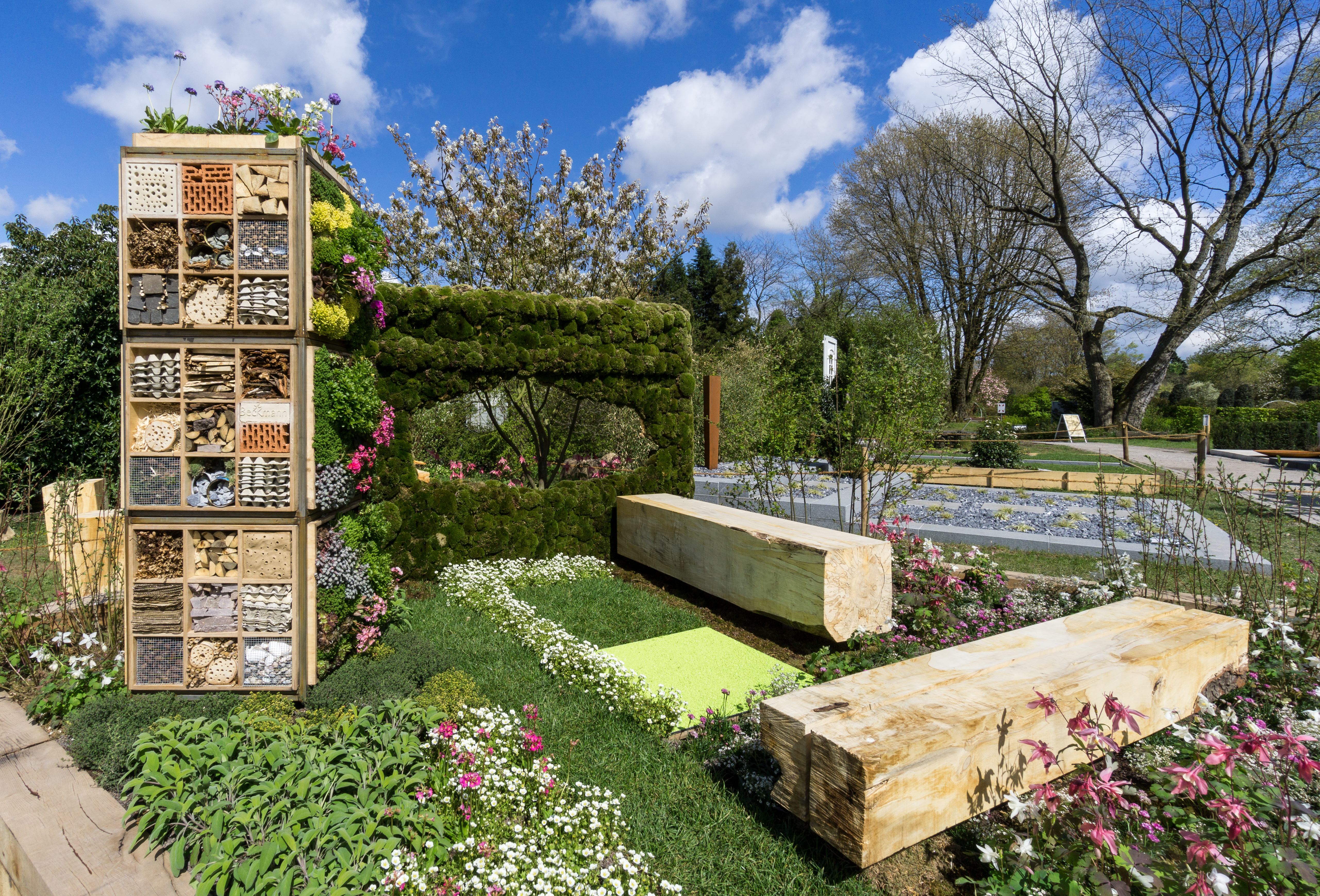
Mustergärten (hier: Bee Home Garden im Grugapark) illustrieren die vielfältigen Techniken des Garten- und Landschaftsbaus

Die Betriebe des Garten- und Landschaftsbaus sind überwiegend mit Bau, Umgestaltung und Pflege von Grün- und Freianlagen sowie der Landschaftspflege beschäftigt.
Sie sind Mitglied der Industrie- und Handelskammern.
Die Berufsausbildung des Garten- und Landschaftsbauers ist eine Fachrichtung des Berufs des Gärtners bzw. Gartenbaufachwerkers. Sie ist Teil der gärtnerischen Ausbildung der Landwirtschaftskammern und anderer zuständiger Stellen für die Berufsbildung im Gartenbau.
Zu den Tätigkeiten zählen Erd- und Pflanzarbeiten und das Erstellen baulicher Außenanlagen wie Mauern, Wege- und Pflasterflächen, Treppen, Sitzgelegenheiten, Pergolen, Teiche, Dach- und Fassaden- und Innenraumbegrünungen, Be- und Entwässerungsanlagen.
Typischerweise werden dabei eingesetzt:
- Pflanzen wie Bäume, Sträucher, Hecken, Stauden, Gräser für Rasenflächen und Beete usw.
- Pflanzsubstrate, Erden und Komposte
- Baustoffe wie Natur- und Betonsteine, Schüttgüter wie Schotter, Kies und Sand, Holz und Holzverbundstoffe, Kunststoffbeläge, Teichfolien usw.

Ein Großteil der praktischen Arbeiten und deren Organisation wird unterstützt durch Maschinen- und Medientechnik, deren Beherrschung ebenfalls zum Berufsbild gehört.
Durch die Digitalisierung in allen Bereichen der Arbeits- und Berufswelt kommen auch für Gärtner der Fachrichtung Garten- und Landschaftsbau zahlreiche neue Technologien, Verfahren, Software und Systeme hinzu, die die Aufgabenfelder und Anforderungsprofile verändern.
Oft ist der Landschaftsgärtner die ausführende Instanz der Planungen von Garten- und Landschaftsarchitekten und setzt deren Ideen um. Sofern die Planung nicht gesondert von Architekten, Landschafts- oder Freiraumplanern ausgeführt wird, übernimmt der Landschaftsgärtner auch beratende und planende Tätigkeiten.
Mit dem wachsenden Bewusstsein um die Bedeutung des Natur- und Umweltschutzes, ist der Landschaftsgärtner Partner von Geographen und Biologen z. B. bei Biotopkartierungen, Rekultivierungen, Vegetations- und Bodenanalysen oder der allgemeinen Landschaftspflege. Insbesondere bei der Erstellung von Bepflanzungsplänen größerer Flächen, auch im innerstädtischen Bereich, obliegt den Planern im Bereich der Landschaftsarchitektur sowie den ausführenden Gärtnern eine hohe Verantwortung, da die Auswahl der Pflanzen standortgerecht erfolgen muss und auf das gesamtökologische Zusammenwirken einen großen Einfluss hat.
Beispiel eines Teichbaus

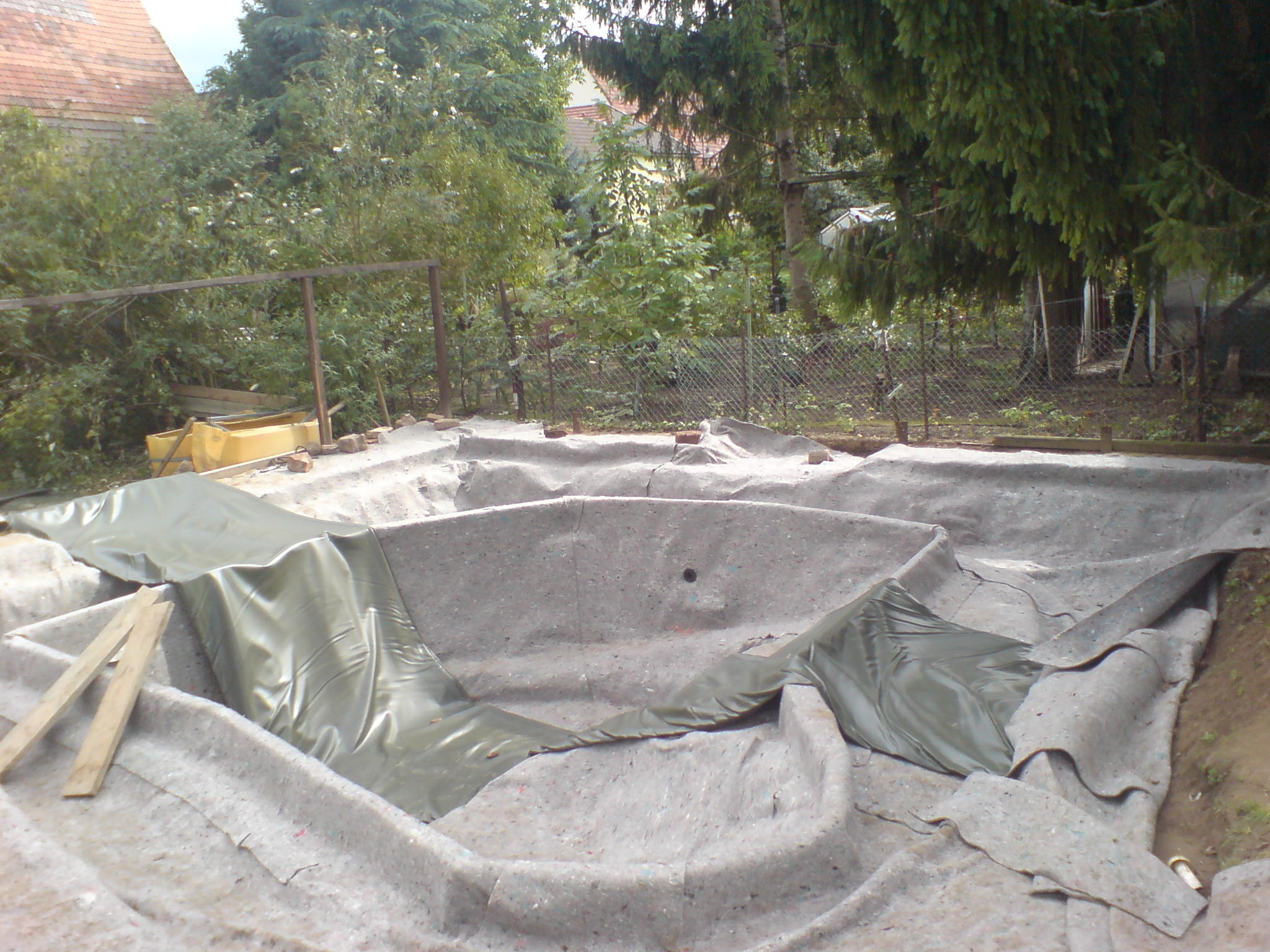
Ausrichten der Teichfolie
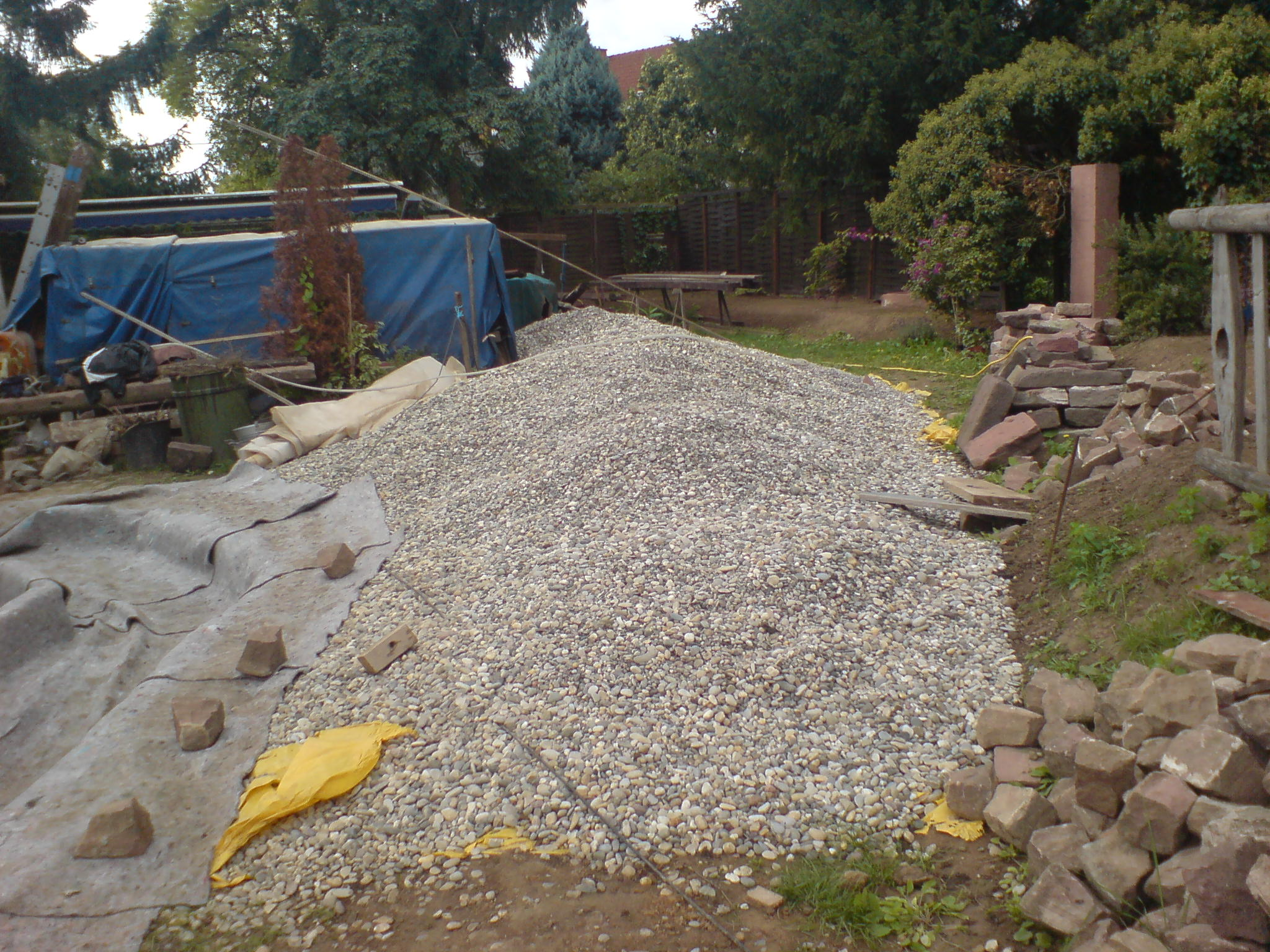
Kies zur Selbstreinigung
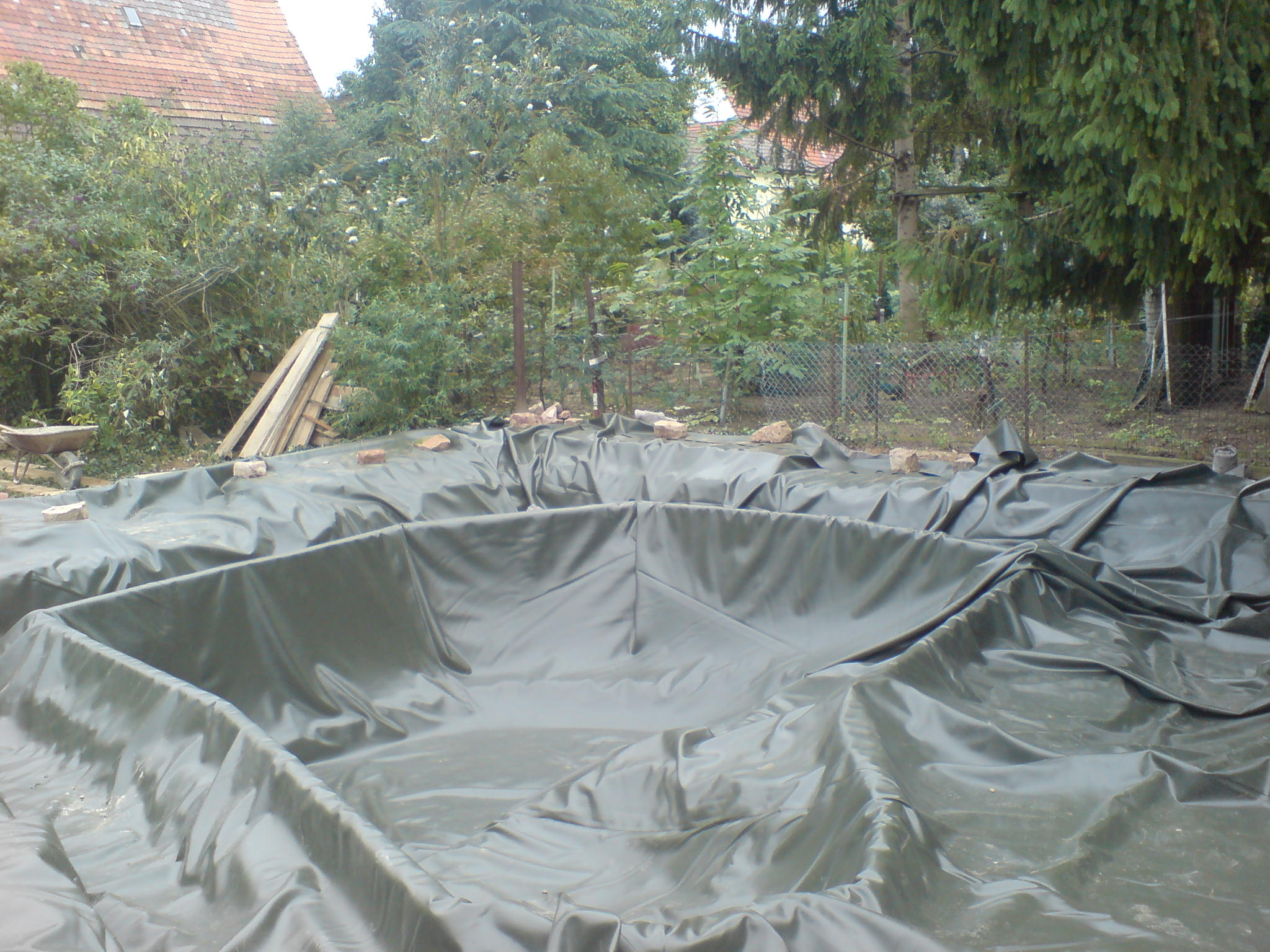
Teichfolie verlegt

## Berufsausbildung, Fortbildung und Studium

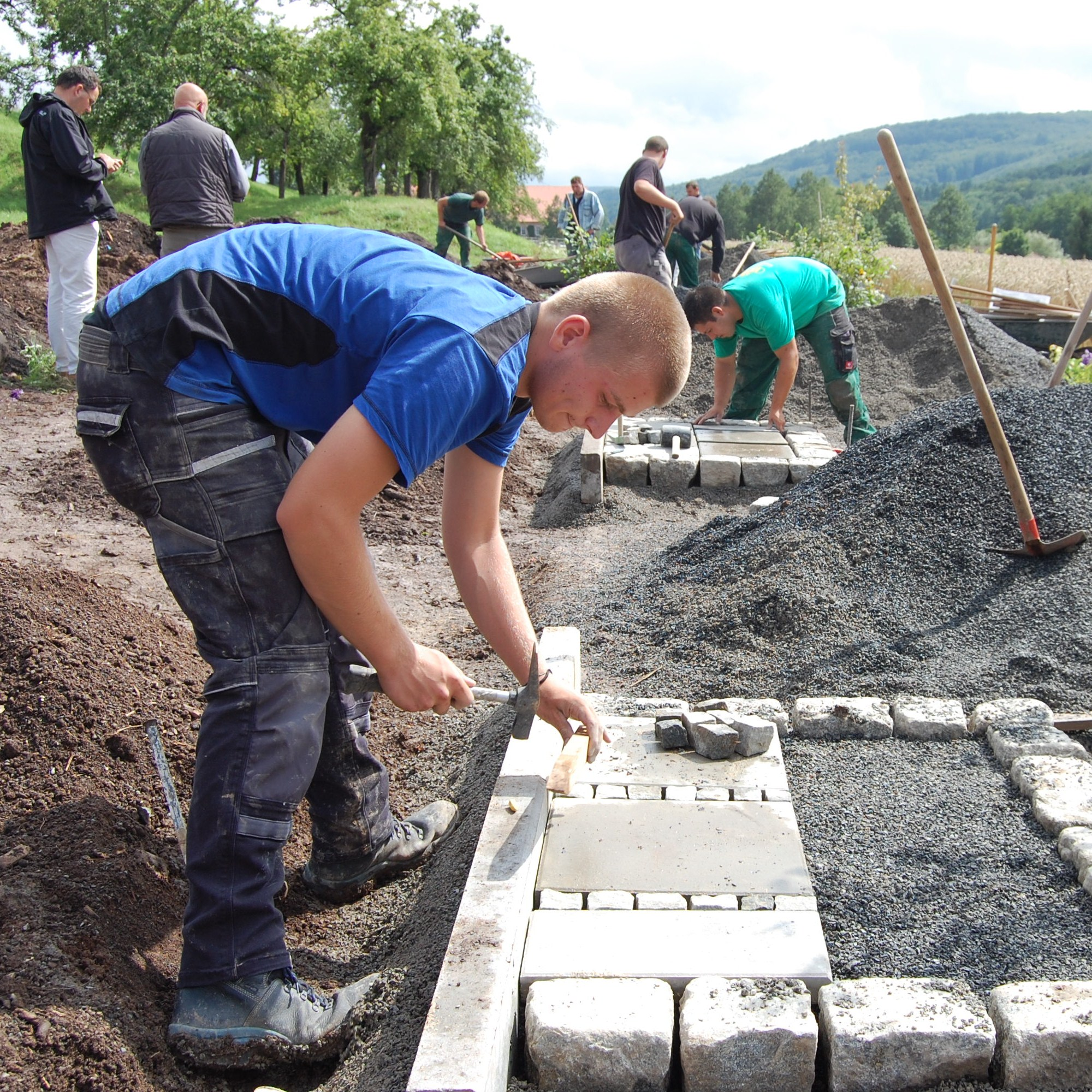
Auszubildender im Garten- und Landschaftsbau bei seiner Prüfungsarbeit

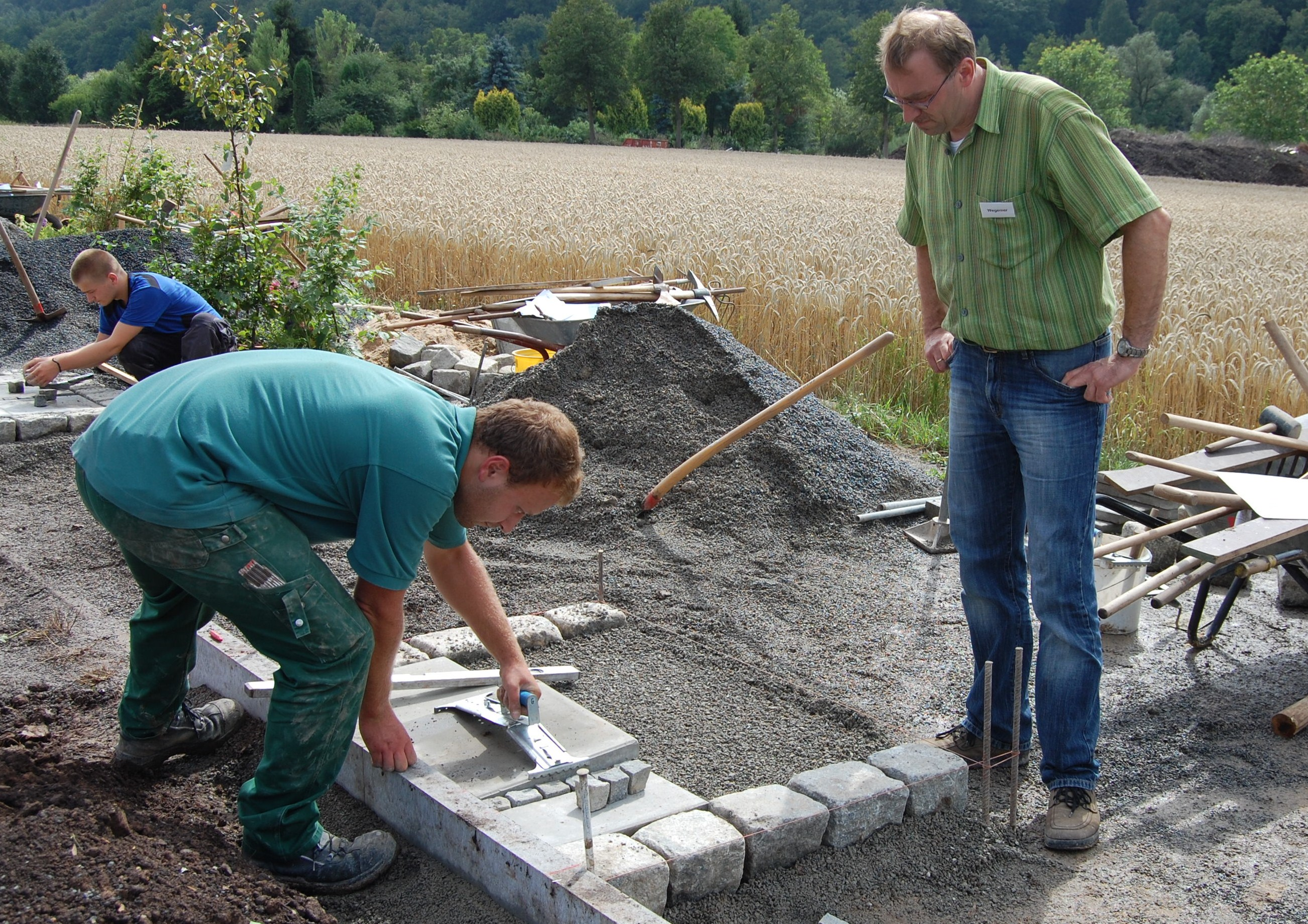
Prüfer beobachtet die Arbeit eines Auszubildenden im Garten- und Landschaftsbau

### Deutschland
Die berufliche Fachrichtung Garten- und Landschaftsbau umfasst in der Theorie die Prinzipien der Gartengestaltung, deren historische Entwicklung, Vermessungslehre und Planung sowie in der Praxis die Vermittlung der landschaftgärtnerischen Arbeiten (wie u. a. Grünanlagen-, Spiel- und Sportplatzbau; Erd-, Stein- und Holzarbeiten; Be- und Entwässerung; Maschinenkunde; Pflanzung und Pflege).
Die Ausbildung erfolgt in Deutschland nach dem so genannten Dualen System der Berufsausbildung sowohl im Betrieb als auch in der Berufsschule. Häufig geschieht dies in Form von Blockunterricht. Das heißt, es gibt nicht einzelne Berufsschultage in der Woche während des ganzen Jahres, sondern der Unterricht wird zu einem mehrwöchigen Block zusammengefasst, der dann nur wenige Male während der Ausbildung stattfindet, meist in Zeiten geringeren Arbeitsanfalls in den Betrieben. Nach einer abgeschlossenen Ausbildung im Garten- und Landschaftsbau bietet sich zur Höherqualifizierung Meister- und Technikerfortbildung sowie Fortbildung auf der Ebene der Fachagrarwirte (Fachagrarwirt Baumpflege und Baumsanierung, Geprüfter Natur- und Landschaftspfleger, Fachagrarwirt Golfplatzpflege – Greenkeeper und Headgreenkeeper) an.
Auf Hochschulebene gibt es darüber hinaus Studiengänge für den Landschaftsbau, die sowohl zu Bachelor- wie auch zu Master-Abschlüssen führen. Zum einen handelt es sich bei den Studienangeboten um Vertiefungsrichtungen in Studiengängen der Landschaftsarchitektur, zum anderen handelt es sich um eigenständige, spezialisierte Studiengänge in Analogie zu den Studiengängen des Bauingenieurwesens. Derartige, spezialisierte Studienangebote gibt es in Deutschland an der Technischen Fachhochschule Berlin, der Hochschule Anhalt in Bernburg, der Hochschule für Technik und Wirtschaft Dresden, der Fachhochschule Erfurt, der Hochschule Weihenstephan-Triesdorf in Freising, der Hochschule Geisenheim, der Hochschule Ostwestfalen-Lippe in Höxter, der Fachhochschule Neubrandenburg, der Fachhochschule Nürtingen sowie der Hochschule Osnabrück. Weitere Studienangebote im Bereich des Landschaftsbaues können an der Technischen Universität Berlin, der Technischen Universität Dresden, der Universität Hannover sowie der Universität Kassel wahrgenommen werden.

### Österreich
Im Garten- und Landschaftsbau gibt es in Österreich vielfältige Ausbildungsmöglichkeiten in Lehrbetrieben, an Schulen und universitären Einrichtungen.
Der Lehrberuf Landschaftsgärtner wurde 2006 in zwei Lehrberufe aufgeteilt:
- Garten- und Grünflächengestalter – Schwerpunkt Landschaftsgärtnerei
- Garten- und Grünflächengestalter – Schwerpunkt Greenkeeping

Die Ausbildung in der Landschaftsgärtnerei umfasst die gärtnerische Gestaltung und Pflege von Gärten, Parks und Dachgärten (siehe Berufsbild). Beim Schwerpunkt Greenkeeping geht es rein um die Pflege von Golfplätzen. Greenkeeper zeichnen Skizzen und Pläne für die Grünflächengestaltung am Golfplatz. Sie vermessen, modellieren und pflegen Golfanlagen. Lehrlinge werden in der dualen Berufsausbildung an Berufsschulen und in Betrieben des Garten-, Landschaftsbaus bzw. von Golfplatzbetreibern ausgebildet. Die Lehrzeit beträgt für beide Schwerpunkte drei Jahre und wird mit der Lehrabschlussprüfung abgeschlossen. Die erfolgreiche Lehrabschlussprüfung ist Voraussetzung für die Prüfung zum Meister und ermöglicht auch den Zugang zur Berufsmatura (Berufsreifeprüfung) und in Folge zu weiteren Höherqualifizierungen, z. B. an der Universität für Bodenkultur Wien.
Die einzige Berufsbildende höhere Schule für Gartenbau bzw. Garten- und Landschaftsgestaltung in Österreich ist die Höhere Bundeslehr- und Forschungsanstalt für Gartenbau, Schönbrunn in Wien. Dort kann zugleich mit der Berufsausbildung die Matura erlangt werden bzw. umgekehrt gesehen, zugleich mit der Matura eine Berufsausbildung erlangt werden.

### Schweiz
In der Schweiz ist die Berufsausbildung zum Gärtner, Fachrichtung „Garten- und Landschaftsbau“ möglich. An der Hochschule für Technik Rapperswil kann im Rahmen des Bachelor-Studiengangs Landschaftsarchitektur ein Studienschwerpunkt „Landschaftsbau und -management“ gewählt werden.

## Organisationen

Das GaLaBau-Signum ist Erkennungszeichen der in Fachverbänden zusammengeschlossenen GaLaBau-Fachbetriebe.

Im GaLaBau gibt es mehrere Fachverbände. Der in Bad Honnef ansässige deutsche Bundesverband Garten-, Landschafts- und Sportplatzbau e. V. (BGL) ist bundesweiter Wirtschafts- und Arbeitgeberverband und u. a. ideeller Träger der internationalen Fachmesse „GaLaBau Nürnberg“ in Nürnberg. Er vergibt zudem an Mitgliedsbetriebe das berufsständische Signum der Arbeitsgemeinschaft Qualitätsförderung im Garten-, Landschafts- und Sportplatzbau, mit dem auf Verbandszugehörigkeit und Qualitätskriterien aufmerksam gemacht werden kann. Ebenfalls in Bad Honnef ist der Sitz des Ausbildungsförderwerks Garten-, Landschafts- und Sportplatzbau.
Im Bereich Wissenschaft und Forschung ist die in Bonn ansässige Forschungsgesellschaft Landschaftsentwicklung Landschaftsbau tätig.
In Österreich gibt es den Garten- und Landschaftsbauverband Österreich.

## Wirtschaftliche Bedeutung
Für das Jahr 2020 wurde der Gesamtumsatz der deutschen GaLaBau-Branche auf 9,38 Mrd. Euro beziffert. Damit wurde der positive Trend der letzten Jahrzehnte fortgesetzt, worin sich die zunehmende Wertschätzung von öffentlichem und privatem Grün niederschlägt. Das Branchenwachstum wird begleitet von einem kontinuierlichen Anstieg der Betriebszahlen. Dabei handelt es sich weitestgehend um kleinste, kleine und mittlere Unternehmen (KMU). 2020 waren in den 18.696 deutschen GaLaBau-Betrieben insgesamt 126.354 Personen beschäftigt, darunter 7.458 gärtnerische Auszubildende.
Die Auftraggeberstruktur ist stark geprägt von privaten Hausbesitzern. 58 Prozent der Umsätze entfielen 2020 auf den Bereich privater Hausgärten, 19 Prozent kamen von öffentlichen Auftraggebern, 10 Prozent von Wohnungsbaugesellschaften, weitere 7 Prozent von Industrie und Gewerbe. Hinsichtlich der beauftragten Tätigkeiten entfielen auf die Neuanlage von Gärten und Grünflächen 77 Prozent der Umsätze, auf die Pflege bestehender Anlagen 20 Prozent.
Im Bereich des Straßenbaus kann es in Deutschland zu Konflikten mit handwerklichen Straßenbauunternehmen kommen, wenn ein GaLaBau-Unternehmen z. B. Wege- oder Pflasterarbeiten ausführen will, ohne in der Handwerksrolle eingetragen zu sein. Hintergrund des Konflikts ist die Überschneidung der Gewerke aus den jeweiligen Berufsbildern. Wenn ein GaLaBau-Unternehmen straßenbauliche Tätigkeiten ausführt, muss das im Zusammenhang mit einer landschaftsgärtnerisch geprägten Anlage stehen.